# José Torres (muzyk)
José Antonio Torres Babot (ur. 19 września 1958 w Hawanie) – kubańsko-polski muzyk. Wielokrotnie wyróżniany tytułem najlepszego polskiego perkusisty w plebiscycie magazynu „Jazz Forum”.

## Życiorys
Jest piątym z sześciorga dzieci Fernanda (1922–1987) i Pilar (1923–1999) Torresów. Jego ojciec był muzykiem a matka zajmowała się domem. W 1951 rodzina zamieszkała w dzielnicy Antonio Guiteras w Guanabacoa pod Hawaną. Od wczesnych lat dzieciństwa pasjonuje się muzyką. Uczęszczał do klasy perkusji w szkole muzycznej im. Giullermo Tomasa w Guanabacoa, następnie uczył się w średniej szkole muzycznej im. Amadeo Roldana w Hawanie i Escuela Nacional de Arte w dzielnicy Marianao. Był członkiem szkolnego zespołu muzycznego, który prowadził prof. Marcos Valcarcel. W okresie szkoły średniej występował także w zespole Guaican, w którym grał muzykę andyjską. Należał do Związku Pionierów Kubańskich (Unión de Pioneros de Cuba), studenckiej federacji Federación Estudiantil de la Enseñanza Media i Związku Komunistycznej Młodzieży. W okresie szkolnym pracował na plantacji cytrusów. Był także perkusistą w szkolnym zespole reprezentacyjnym Opus 13, z którym wystąpił m.in. na przyjęciu z okazji 50. urodzin Fidela Castro.
Studiował na kierunku muzycznym w Instituto Superior de Arte w Hawanie, jednak porzucił uczelnię po pierwszym semestrze a we wrześniu 1978 wyleciał do Polski, gdzie w ramach zagranicznego stypendium podjął naukę w Studium Języka Polskiego dla Cudzoziemców w Łodzi, a następnie studia na Akademii Muzycznej we Wrocławiu. W okresie nauki w studium założył zespół, w którym grali także inni Kubańczycy przebywający w Łodzi. Następnie grał w zespołach Pieprz i Terra oraz studenckim zespole grającym standardy jazzowe w stylu latynoskim, w którym to zespole grał na kongach. Jako instrumentalista koncertował i nagrywał utwory m.in. z Johnem Porterem (nagrali album pt. China Disco), Sławomirem Kulpowiczem, Tomaszem Stańką, Zbigniewem Namysłowskim, Wojciechem Karolakiem i Zbigniewem Lewandowskim.

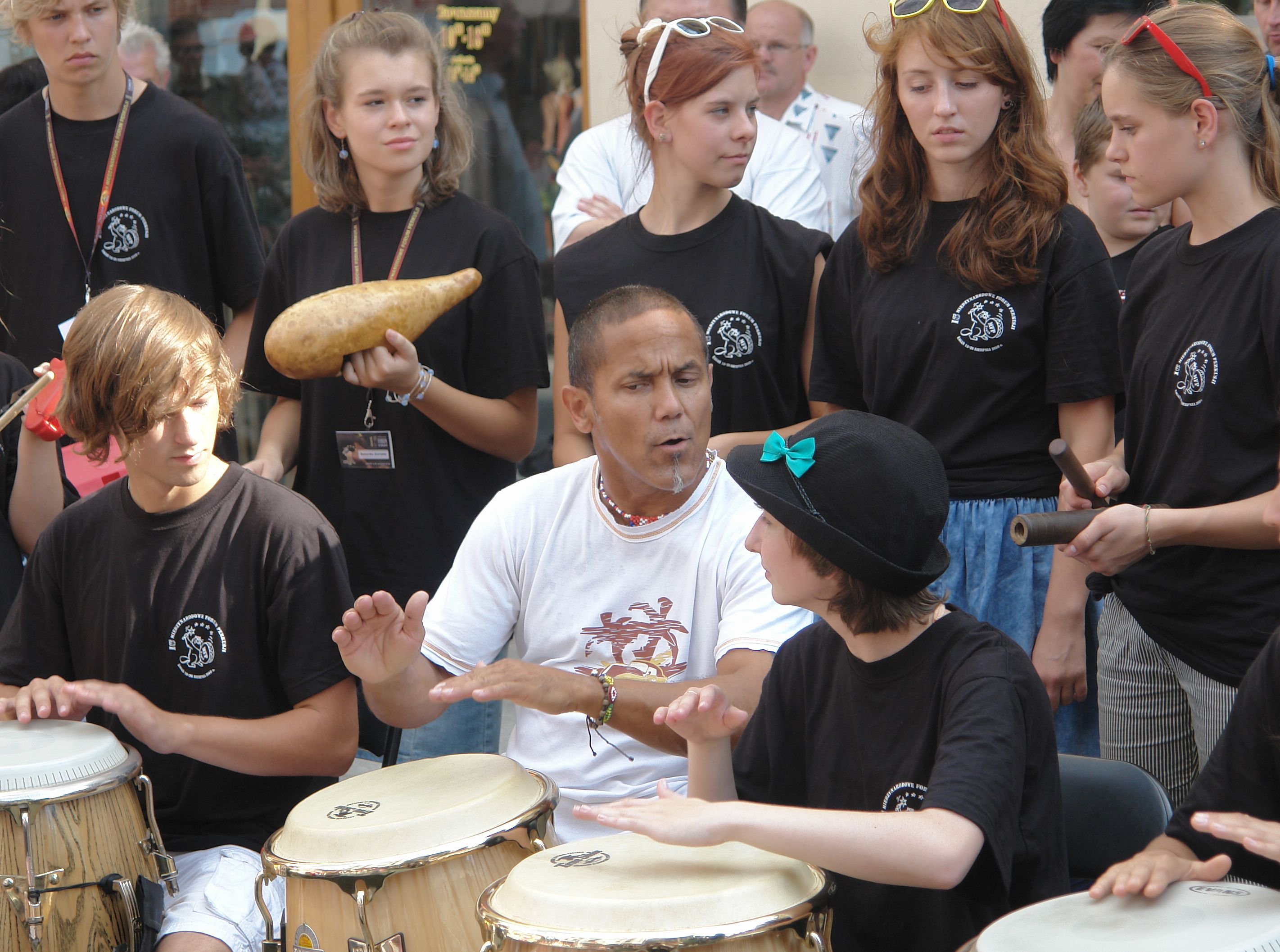
Torres (2010)

W 1984 został deportowany na Kubę z powodu podjęcia pracy zarobkowej podczas studiów, czego zakazywał kubański regulamin studencki. Z uwagi na narodziny syna mógł wrócić do Polski. W tym okresie dorabiał jako grajek uliczny w Berlinie. Kilka miesięcy później wystąpił na swoim pierwszym w karierze festiwalu Jazz Jamboree oraz został muzykiem orkiestry Alex Band Aleksandra Maliszewskiego. Pod koniec lat 80. nawiązał współpracę z Grzegorzem Ciechowskim, z którym nagrał album pt. Tak! Tak!
Występował także z orkiestrą podczas rejsów zarobkowych. Na początku lat 90. założył z żoną firmę, pod której szyldem prowadził agencję koncertową i organizował imprezy muzyczne, m.in. w 1992 zainicjował projekt edukacyjny „Mała Akademia Jazzu” na Śląsku. Kontynuował także współpracę z polskimi artystami, koncertując m.in. z Marylą Rodowicz, Kayah, Ryszardem Rynkowskim, Ewą Bem, Zbigniewem Preisnerem, Michałem Lorencem i Mietkiem Szcześniakiem oraz zespołami Raz, Dwa, Trzy, De Mono i Maanam. Wyjechał również na kontrakt do Szwajcarii, gdzie grał w zespole cyrkowym.
Telewizyjną rozpoznawalność przyniosło mu występowanie w charakterze kierownika muzycznego w talk-show TVP2 Wieczór z Jagielskim w latach 1999–2003. W 2000 założył z żoną szkołę tańca Torres Salsa Group (w późniejszych latach przemianowaną na Torres Art Studio). W tym samym roku stworzył Salsa Tropical, pierwszą orkiestrę salsową w Polsce, z którą koncertuje po kraju i wydał albumy: Jose Torres Y Salsa Tropical (2001) i Torres Salsa Carnaval (2010). W 2003 zainicjował festiwal Carnaval de Salsa.
W 2006 obchodził 20-lecie działalności artystycznej w Polsce, z tej okazji zrealizował z TVP2 program telewizyjny Po prostu salsa i wydał książkę autobiograficzną pt. Salsa na wolności. Został także ambasadorem marki odzieżowej Roy.
Od lipca 2020 na antenie Radia Nowy Świat prowadzi w niedzielne poranki audycję o muzyce kubańskiej pt. De Cuba Su Musica.

## Życie prywatne
29 października 1983 w Sosnowcu ożenił się z Izabelą Morawską, a przed ślubem przyjął sakramenty: pierwszej komunii świętej i bierzmowania. Ma dwóch synów: Tomasza (ur. 1984) i Filipa; obaj również są muzykami. Mieszka we Wrocławiu, przez 18 lat żył także w Bytomiu. W marcu 1988 uzyskał polskie obywatelstwo.

## Dyskografia
| - 1982: John Porter – China Disco (PolJazz/Pronit) - 1983: Tomasz Stańko – C.O.C.X. (PolJazz/Pronit) - 1983: Sławomir Kulpowicz – Prasad in Mangalore/Three Etudes (PolJazz) - 1983: Maanam – Nocny Patrol (Jako) - 1983: Crash – Something Beautiful But Not Expensive (JA&RO) - 1983: Zbigniew Lewandowski – Zbigniew Lewandowski (PolJazz) - 1983: String Connection – New Romantic Expectation (PolJazz) - 1985: Alex Band – Hit Of The World (Polskie Nagrania „Muza”) - 1986: Lewandowski Torres – Partnership (PolJazz) - 1986: Obywatel GC – Obywatel G.C. (Tonpress) - 1986: Michał Bajor – Michał Bajor Live (Muza) - 1987: Zbigniew Namysłowski – Open (Muza) - (1987–1988) Zbigniew Lewandowski – Golden Lady (Muza) - 1988: Extra Ball – Akumulla-Torres (PolJazz) - 1988: Obywatel GC – Tak! Tak! (Muza) - 1989: Walk Away – Walk Away (Muza) - 1991: Kukla Band – Szczęśliwej drogi... (ZPR) - 1992: Obywatel GC – Obywatel świata (MMPP) - 1993: In Spector – We Are The Party (Agrofar) - 1994: Maryla Rodowicz – Marysia biesiadna (Produktion) - 1995: Nocna Zmiana Bluesa – Blues mieszka w Polsce (Hammer Music) - 1995: Stanisław Soyka – Sonety Shakespeare (Pomaton EMI) - 1995: Maseli Ścierański Torres – Music Painters (Govi Records) - 1996: Graża T. – Świerszcze (Pomaton EMI) - 1996: Amirian – Bardzo Niebieskie Migdały (Poligram) - 1996: Marek Raduli – Meksykański symbol szczęścia (New Abra) - 1996: Mafia – FM |  | - 1996: Urszula – Akustycznie (Govi Records) - (1996–1997) Ryszard Rynkowski – Jawa (Pomaton EMI 0724385615627) - 1997: Music Painters – Inna bajka (Govi Records) - 1997: Zbigniew Namysłowski – Dances (Polonia Records) - 1997: Michał Lorenc – Blood & Wine (picture soundtrack) - 1997: Michał Lorenc – Bandyta (picture soundtrack) - 1997: Kayah – Kamień (Zic Zac) - 1997: Majka Jeżowska – Kochaj czworonogi - (1997-1998): Beata Bednarz – Co jest grane (YAKO) - 1998: Kayah – Zebra (Zic Zac) - 1998: Marek Kościkiewicz – Tylko błękit (BMG Poland) - 1998: Stare Dobre Małżeństwo – Miejska strona Księżyca (New Abra) - 1998: Budka Suflera – Budka Suflera Akustycznie (New Abra) - 1998: Raz, Dwa, Trzy – Niecud (Pomaton EMI) - 1998: Marek Kościkiewicz – Tylko błękit (Zic Zac) - 1999: Kostek Joriadis – Przebudzenie (BMG) - 1999: Mietek Jurecki – 12 sprawiedliwych (New Abra) - 1999: Marcin Pospieszalski – Prawo ojca - 2000: Maryla Rodowicz – Karnawał 2000 - 2000: Stonehenge – Echo Wyspy (RMF FM Kraków) - 2000: Mietek Szcześniak – Spoza nas - 2001: José Torres y Salsa Tropical – José Torres y Salsa Tropical (RMF FM Kraków) - 2002: PH Connection (Budapeszt) - 2006: Blue Café – Ovosho (EMI Music Poland) - 2010: José Torres y Salsa Tropical – Torres Salsa Carnaval - 2011: Afromental – The B.O.M.B. (EMI Music Poland) |

## Filmografia
- „Moja Kuba, moja Polska” (2007, film dokumentalny, reżyseria: Maria Zmarz-Koczanowicz)[40][41]